# Fjendtlig overtagelse
En fjendtlig overtagelse (på engelsk hostile takeover betegner en overtagelse af en virksomhed, som virksomhedens ledelse ikke er indforstået med. Overtagelsen sker typisk ved at opkøbe en i praksis bestemmende indflydelse, f.eks. via børsen. Den som gennemfører den fjendtlige overtagelse, gør dette i forventning om at kunne drive den overtagne virksomhed bedre eller udnytte dens aktiver bedre. Man kan sige, at den fjendtlige overtagelse mest er fjendtlig over for den eksisterende ledelse, som ikke har formået at udnytte virksomhedens potentiale fuldt ud. Det fjendtlige i en overtagelse kan dog også være det tilfælde, hvor nuværende (minoritets-)aktiehavere og/eller nuværende ledelse mener, at den part, der søger at overtage selskabet på sigt ikke vil føre virksomheden videre i samme ånd; eks. ved at sælge forretningsområder fra.
Klaus Riskær Pedersen forsøgte med en fjendtlig overtagelse af Nilfisk i 1980'erne.